# Bellecombe-Tarendol
 Bellecombe-Tarendol  es una comuna y población de Francia, en la región de Ródano-Alpes, departamento de Drôme, en el distrito de Nyons y cantón de Buis-les-Baronnies.
Su población en el censo de 1999 era de 75 habitantes.
Está integrada en la Communauté de communes de Pays du Buis-les-Baronnies.

## Personajes relacionados
- René Barjavel, escritor.

## Demografía
| 96 | 97 | 81 | 86 | 85 | 75 |
| Para los censos de 1962 a 1999 la población legal corresponde a la población sin duplicidades (Fuente: INSEE [Consultar]) |    |    |    |    |    |